# Шим, Эндрю
Эндрю Шим (англ. Andrew Shim, 18 августа 1983, Майами, Флорида, США) — английский киноактёр американского происхождения, стал известен по фильмам Шейна Медоуза «Комната для Ромео Брасса» и «Ботинки мертвеца», а также по в успешной трилогии «Это Англия», «Это Англия '86», и «Это Англия '88».

## Биография
Эндрю Шим родился в США, в шесть лет переехал в Англию вместе с семьёй. Карьеру артиста он начал в драматическом кружке города Ноттингема, куда ходила его сестра. Изначально карьера актера не интересовала Эндрю, но он ходил в кружок, чтобы порадовать свою бабушку. Шим был на грани ухода, когда он пробовался на кинопробах фильма «Комната для Ромео Брасса» режиссёра Шейна Медоуза. В 14 лет он сыграл главную роль Ромео Брасса в этом фильме.
Шим стал близким другом Шейна Медоуза, появляясь в последующих его фильмах «Однажды в Средней Англии» (2002), «Ботинки мертвеца» (2004), и «Это Англия» (2006), а также в продолжении фильма «Это Англия» сериале «Это Англия '86» (2010), и «Это Англия '88» (2011).
Также он сыграл в фильмах «Вторжение извне» (2012), «Рождённый летать» (2012) и «Антисоциальный» (2014).
Помимо съёмок в кино Эндрю Шим профессиональный спортсмен, он занимается смешанными боевыми искусствами, выступая в полусредней весовой категории, его тренер Джим Уоллхед.
Шим имеет страсть к спортивным автомобилям. Он заявил, что его мечта черный автомобиль Lamborghini «Murcielago Roadster».

## Фильмография
| Год  | Фильм                             | Роль               |
| ---- | --------------------------------- | ------------------ |
| 1996 | Исчезнуть из поля зрения          | Эпизодическая роль |
| 1999 | Комната для Ромео Брасса          | Ромео Брасс        |
| 2002 | Однажды в Средней Англии          | Донат              |
| 2004 | Ботинки мертвеца                  | Элвис              |
| 2004 | Богимены: Царство ночных грязнуль | Грот               |
| 2005 | Лестничная клетка                 | Эпизодическая роль |
| 2006 | Это Англия                        | Милки              |
| 2010 | Это Англия '86                    | Милки              |
| 2011 | Тюремщик                          | Джим               |
| 2011 | Это Англия '88                    | Милки              |
| 2012 | Рождённый летать                  | Сэм Вотс           |
| 2012 | Вторжение извне                   | Сэм                |
| 2014 | Антисоциальный                    |                    |
| 2015 | Это Англия '90                    | Милки              |